# Athelges cladophorus
Athelges cladophorus is een pissebed uit de familie Bopyridae. De wetenschappelijke naam van de soort is voor het eerst geldig gepubliceerd in 1862 door Gerstaecker.